# Classe Ruler
La classe Ruler est une classe de porte-avions d'escorte construite aux États-Unis durant la Seconde Guerre mondiale et cédée à la Royal Navy dans le cadre du programme Prêt-bail.
Après la guerre, certains ont été démolis et d'autres ont subi des modifications pour une reconversion en navire marchand (les derniers ont été démolis dans les années 1970).

## Conception
Ces navires étaient plus grands et possédaient une plus grande capacité de transport d'aéronef de tous les porte-avions d'escorte américains construits jusqu'à présent. Contrairement à la classe Attacker, ces navires n'étaient pas d’anciens navires marchands reconvertis. Ils avaient une longueur hors-tout de 150 mètres, un maître-bau de 21,2 mètres, un tirant d'eau de 7,8 mètres et un déplacement de 15 390 tonnes. Ils étaient propulsés par une hélice, deux chaudières Foster Wheeler de 8 500 chevaux et une turbine à vapeur Allis-Chalmers de 9 350 chevaux, propulsant le navire à 16,5 nœuds (31 km/h) et transportant 3 290 tonnes de gazole. Leur équipage est composé de 646 hommes.
Ils étaient composés d'un pont d'envol en bois recouvert de plaques d'acier doux de 137,16 x 24,38 mètres, de 9 brins d'arrêt réglés à 9 tonnes à 100 km/h et une catapulte H4C hydraulique. Les avions et les 136 000 L d'essence d'aviation étaient stockés dans un hangar de 79,24 x 18,89 x 5,48 mètres, situé sous la plate-forme de vol. Son armement comprenait 2 canons de 5 USN Mk 12, 8 mitrailleuses double 40 mm Bofors, 14 mitrailleuses double 20 mm Oerlikon et 7 mitrailleuses 20 mm Oerlikon. Ils pouvaient accueillir 24 avions, dont des Grumman F4F Wildcat, des Chance Vought F4U Corsair ou Hawker Hurricane et des Bombardier-torpilleurs Fairey Swordfish ou des Grumman TBF Avenger.

## Navires de la classe

### Premier groupe
- HMS Patroller
- HMS Puncher
- HMS Ravager
- HMS Reaper
- HMS Searcher
- HMS Slinger
- HMS Smiter X
- HMS Speaker XX
- HMS Trouncer
- HMS Trumpeter X

### Deuxième groupe
- HMS Arbiter
- HMS Ameer XX
- HMS Atheling X
- HMS Begum X
- HMS Emperor XX
- HMS Empress
- HMS Khedive X
- HMS Nabob X (torpillé 22 août 1944 par l'U-354, à l'ouest du Cap Nord)
- HMS Premier X
- HMS Queen X
- HMS Rajah
- HMS Ranee
- HMS Ruler XX
- HMS Shah X
- HMS Thane (torpillé le 15 janvier 1945 par l'U-1172, dans l'estuaire de la Clyde).

X : Destiné à la lutte anti-sous-marine.
XX : Destiné aux opérations terrestres.
Tous les autres ont été principalement utilisés pour le transport d'aéronef avec une capacité d'appuis aérien rapproché supplémentaire.